# Liste der Monuments historiques in Lalobbe
Die Liste der Monuments historiques in Lalobbe führt die Monuments historiques in der französischen Gemeinde Lalobbe auf.

## Liste der Objekte
| Bezeichnung                                   | Beschreibung                                   | Standort                        | Kennzeichnung | Schutzstatus | Datum | Bild |
| --------------------------------------------- | ---------------------------------------------- | ------------------------------- | ------------- | ------------ | ----- | ---- |
| Skulpturengruppe Heiliger Hubertus mit Hirsch | Holz, farbig gefasst, 18. oder 19. Jahrhundert | in der Kirche St-Lambert (Lage) | PM08000284    | Classé       | 1970  |      |
| Skulptur Madonna mit Kind                     | Stein, Ende des 14. Jahrhunderts               | in der Kirche St-Lambert (Lage) | PM08000283    | Classé       | 1939  |      |